# Phaedon Avouris
Phaedon Avouris, född 1 januari 1945 i Grekland, är en fysikalisk kemist verksam på IBM där han är chef för avdelningen Nanometer Scale Science and Technology på Tomas J Watson forskningscenter (engelska:  Tomas J Watson Research Center ) i New York.

## Biografi
Avouris tog sin kandidatexamen från Aristotelesuniversitetet i Thessaloniki, flyttade sedan till USA för att doktorera i fysikalisk kemi på Michigan State University och fick sin doktorstitel år 1974. Han fortsatte som postdoktorsforskare dels på UCLA och dels på AT&T Bell Laboratories innan han år 1978 började på IBM.

## Forskning
Avouris har genom åren bedrivit forskning inom en rad skilda områden, från laserspektroskopi, ytkemi och sveptunnelmikroskopi till atommanipulering och nanoelektronik.
Hans nuvarande forskning handlar om att experimentellt och teoretiskt förstå hur kolnanorörs och nanotrådars elektriska egenskaper och elektroners transportmekanismer i dessa fungerar, genom att studera, designa och tillverka dem till nanoelektriska komponenter och kretsar.

## Utmärkelser och bedrifter
Avouris har tilldelats en rad olika utmärkelser och priser för sin framstående forskning inom nanoteknik. Dessa inkluderar
1999 års Feynmanpriset för sin forskning på molekylär nanoelektronik och flera gånger IBM:s  “Outstanding Technical Achievement”-utmärkelse.
Han har publicerat över 300 vetenskapliga artiklar, varit docent i kemi vid Columbia University och docent i elektroteknik och datorteknik vid University of Illinois at Urbana-Champaign. Han sitter med i rådgivningspanelen för en rad olika vetenskapliga tidskrifter som publicerar artiklar om nanoteknik, däribland Nano Letters och International Journal of Nanoscience.

## Fotnoter
1. ↑  ”Arkiverade kopian”. Arkiverad från originalet den 27 januari 2021. https://web.archive.org/web/20210127224734/https://www.ithistory.org/honor-roll/dr-phaedon-avouris. Läst 10 december 2020.
2. 1 2 3 4  http://www.purdue.edu/discoverypark/dls/NNI/avouris_bio.pdf